# 旧鲁汶大学
旧鲁汶大学，即1425–1797年间的鲁汶大学（荷蘭語：Universiteit Leuven），是尼德兰地区第一所大学，也是该地区一个半世纪以来唯一的大学。1425年，教宗瑪定五世发布训令，宣布在鲁汶建立大学。得益于教宗哈德良六世和德西德里乌斯·伊拉斯谟、约翰内斯·莫拉努斯、胡安·路易斯·比韦斯、安德烈亚斯·维萨留斯和格拉杜斯·墨卡托等著名学者和教授，该大学在16世纪蓬勃发展。法国大革命战争结束后，依1797年10月17日签署的《坎波福爾米奧條約》，神圣罗马帝国皇帝弗朗茨二世将奥属尼德兰永久割让给法兰西共和国以换取威尼斯共和国。根据1793年的一项法律，法国所有大学必须关闭。1797年10月25日，鲁汶大学被代勒省颁布法令废除。

## 名称
该校的中世纪拉丁语名称为和，文藝復興拉丁語名称为，最常见名称为，荷兰语名称为和。

## 著名校友
- 哈德良六世，罗马主教
- 德西德里乌斯·伊拉斯谟，尼德兰基督教人文主义者、天主教神学家、教育家、讽刺作家和哲学家
- 达米昂·德戈伊斯，葡萄牙人文主义哲学家
- 约翰内斯·施图尔姆，德意志教育家和新教改革家
- 格拉杜斯·墨卡托，弗拉芒地理学家和制图师
- 安德烈亚斯·维萨留斯，文艺复兴时期的解剖学家和医生
- 約翰·迪伊，英国数学家、天文学家、教师、占星家、神秘学家和炼金术士，伊丽莎白一世的宫廷天文学家和顾问
- 尤斯图斯·利普修斯，弗拉芒天主教语文学家、哲学家和人文主义者
- 康内留斯·杨森，荷兰神学家，创立了天主教的杨森派
- 羅伯·白敏，意大利耶稣会士，天主教樞機